# Darko Lazić
Darko Lazić (in serbo Дарко Лазић?; Smederevska Palanka, 19 luglio 1994) è un calciatore serbo, difensore del Grafičar Belgrado.

## Caratteristiche tecniche
Gioca come difensore centrale ma all'occorrenza può essere schierato anche come terzino destro.

## Palmarès

### Club

#### Competizioni nazionali
- Coppa di Bosnia: 1

Sarajevo: 2018-2019
- Campionato bosniaco: 2

Sarajevo: 2018-2019, 2019-2020